# Jonathan Watts
Jonathan Watts (...) è un giornalista britannico.

## Biografia
È stato presidente del Club of China dei corrispondenti esteri dal 2008-2009 e come vice presidente del Club of Japan dei corrispondenti esteri dal 2001 al 2003.
Dal 1996, è divenuto corrispondente dall'Asia orientale per il The Guardian, coprendo la crisi nucleare nordcoreana, lo tsunami nell'Oceano Indiano nel 2004, il terremoto del Sichuan, le Olimpiadi di Pechino, la conferenza sul clima di Copenaghen e gli sviluppi nei media, nella società e nell'ambiente della Cina.
Nel 2010 ha pubblicato When a Billion Chinese Jump per l'editore Scribner un diario di viaggio ambientale dall'altopiano tibetano alla Mongolia interna, attraverso fattorie di tigri, lo scioglimento dei ghiacciai, villaggi di colpiti dal cancro, parchi scientifici, miniere di carbone , eco-città e un emporio Barbie.
Nel 2012 ha è stato inviato alla conferenza delle Nazioni Unite sullo sviluppo sostenibile di Rio+20 e dal 2013 è corrispondente per l'America Latina del Guardian.
Nel 2018, ha vinto il SEAL Environmental Journalism Award.

## Pubblicazioni
- (EN) When a Billion Chinese Jump, Scribner, 2011, ISBN 141658076X.

## Onorificenze
- SEAL Environmental Journalism Award (2018)